# Épistrophe fils de Mécistée
Pour les articles homonymes, voir Épistrophe.
Dans la mythologie grecque, Épistrophe (en grec ancien Ἐπίστροφος / Epistrophos), fils de Mécistée, est un des meneurs troyens de la guerre de Troie.
Il apparaît dans le Catalogue des Troyens comme commandant des Alizones avec son frère Odios.